# 小行星1509
小行星1509（1509 Esclangona）是一颗围绕太阳公转的小行星。1938年12月21日，安德烈·帕特里在尼斯发现了此天体。
該小行星以法國天文學家歐內斯特·埃斯克朗貢命名
这颗小行星的绝对星等为12.6等。

## 卫星
埃斯克蘭貢星是一颗双联小行星。它拥有一颗直径4千米，轨道半径140千米的卫星。较长的轨道半径表明这颗卫星可能是和埃斯克蘭貢星在一次碰撞中分开的，之后就成对互相旋转。类似的情况可以参见巴兰星。